# Lista de singles número um na UK R&B Chart em 2014
Os singles número um na UK R&B Singles Chart em 2014 são divulgados através da tabela musical que classifica o desempenho de canções de género R&B no Reino Unido. É anunciada todos os domingos através da rádio BBC Radio 1, os dados são recolhidos pela The Official Charts Company, baseados nas vendas semanais físicas e digitais do género.

## Histórico
| Data             | Canção                 | Artista(s)                                                          | Melhor posição na UK Singles Chart | Referência(s) |
| ---------------- | ---------------------- | ------------------------------------------------------------------- | ---------------------------------- | ------------- |
| 4 de Janeiro     | "Trumpets"             | Jason Derulo                                                        | 4                                  | [ 1 ]         |
| 11 de Janeiro(2) | "Timber"(1)            | Pitbull com Kesha                                                   | 1                                  | [ 2 ]         |
| 18 de Janeiro    | "Timber"(1)            | Pitbull com Kesha                                                   | 1                                  | [ 3 ]         |
| 25 de Janeiro    | "Timber"(1)            | Pitbull com Kesha                                                   | 1                                  | [ 4 ]         |
| 1 de Fevereiro   | "Timber"(1)            | Pitbull com Kesha                                                   | 1                                  | [ 5 ]         |
| 8 de Fevereiro   | "Feelin' Myself"       | will.i.am com Miley Cyrus, French Montana, Wiz Khalifa e DJ Mustard | 2                                  | [ 6 ]         |
| 15 de Fevereiro  | "Feelin' Myself"       | will.i.am com Miley Cyrus, French Montana, Wiz Khalifa e DJ Mustard | 2                                  | [ 7 ]         |
| 22 de Fevereiro  | "Feelin' Myself"       | will.i.am com Miley Cyrus, French Montana, Wiz Khalifa e DJ Mustard | 2                                  | [ 8 ]         |
| 1 de Março       | "Timber"(1)            | Pitbull com Kesha                                                   | 1                                  | [ 9 ]         |
| 8 de Março       | "Timber"(1)            | Pitbull com Kesha                                                   | 1                                  | [ 10 ]        |
| 15 de Março      | "Timber"(1)            | Pitbull com Kesha                                                   | 1                                  | [ 11 ]        |
| 22 de Março      | "How I Feel"           | Flo Rida                                                            | 8                                  | [ 12 ]        |
| 29 de Março      | "How I Feel"           | Flo Rida                                                            | 8                                  | [ 13 ]        |
| 5 de Abril       | "Loyal"                | Chris Brown com Lil Wayne                                           | 13                                 | [ 14 ]        |
| 12 de Abril(2)   | "The Man"(1)           | Aloe Blacc                                                          | 1                                  | [ 15 ]        |
| 19 de Abril      | "The Man"(1)           | Aloe Blacc                                                          | 1                                  | [ 16 ]        |
| 26 de Abril      | "All of Me"            | John Legend                                                         | 2                                  | [ 17 ]        |
| 3 de Maio        | "All of Me"            | John Legend                                                         | 2                                  | [ 18 ]        |
| 10 de Maio       | "All of Me"            | John Legend                                                         | 2                                  | [ 19 ]        |
| 17 de Maio       | "All of Me"            | John Legend                                                         | 2                                  | [ 20 ]        |
| 24 de Maio       | "All of Me"            | John Legend                                                         | 2                                  | [ 21 ]        |
| 31 de Maio       | "All of Me"            | John Legend                                                         | 2                                  | [ 22 ]        |
| 7 de Junho       | "All of Me"            | John Legend                                                         | 2                                  | [ 23 ]        |
| 14 de Junho      | "All of Me"            | John Legend                                                         | 2                                  | [ 24 ]        |
| 21 de Junho      | "Wiggle"               | Jason Derulo com Snoop Dogg                                         | 8                                  | [ 25 ]        |
| 28 de Junho      | "Wiggle"               | Jason Derulo com Snoop Dogg                                         | 8                                  | [ 26 ]        |
| 5 de Julho       | "Wiggle"               | Jason Derulo com Snoop Dogg                                         | 8                                  | [ 27 ]        |
| 12 de Julho      | "All of Me"            | John Legend                                                         | 2                                  | [ 28 ]        |
| 19 de Julho      | "All of Me"            | John Legend                                                         | 2                                  | [ 29 ]        |
| 26 de Julho      | "All of Me"            | John Legend                                                         | 2                                  | [ 30 ]        |
| 2 de Agosto      | "All of Me"            | John Legend                                                         | 2                                  | [ 31 ]        |
| 9 de Agosto      | "Kisses for Breakfast" | Melissa Steel com Popcaan                                           | 10                                 | [ 32 ]        |
| 16 de Agosto     | "All of Me"            | John Legend                                                         | 2                                  | [ 33 ]        |
| 23 de Agosto     | "All of Me"            | John Legend                                                         | 2                                  | [ 34 ]        |
| 30 de Agosto     | "Black Widow"          | Iggy Azalea com Rita Ora                                            | 4                                  | [ 35 ]        |
| 6 de Setembro    | "Black Widow"          | Iggy Azalea com Rita Ora                                            | 4                                  | [ 36 ]        |
| 13 de Setembro   | "Black Widow"          | Iggy Azalea com Rita Ora                                            | 4                                  | [ 37 ]        |
| 20 de Setembro   | "Black Widow"          | Iggy Azalea com Rita Ora                                            | 4                                  | [ 38 ]        |
| 27 de Setembro   | "Lullaby"              | Professor Green com Tori Kelly                                      | 4                                  | [ 39 ]        |
| 4 de Outubro     | "Lullaby"              | Professor Green com Tori Kelly                                      | 4                                  | [ 40 ]        |
| 11 de Outubro    | "Let It Be"            | Labrinth                                                            | 11                                 | [ 41 ]        |
| 18 de Outubro    | "Anaconda"             | Nicki Minaj                                                         | 3                                  | [ 42 ]        |
| 25 de Outubro    | "Don't Tell 'Em"       | Jeremih com YG                                                      | 5                                  | [ 43 ]        |
| 1 de Novembro    | "Don't Tell 'Em"       | Jeremih com YG                                                      | 5                                  | [ 44 ]        |
| 8 de Novembro    | "Don't Tell 'Em"       | Jeremih com YG                                                      | 5                                  | [ 45 ]        |
| 15 de Novembro   | "All of Me"            | John Legend                                                         | 2                                  | [ 46 ]        |
| 22 de Novembro   | "All of Me"            | John Legend                                                         | 2                                  | [ 47 ]        |
| 29 de Novembro   | "All of Me"            | John Legend                                                         | 2                                  | [ 48 ]        |
| 6 de Dezembro    | "All of Me"            | John Legend                                                         | 2                                  | [ 49 ]        |
| 13 de Dezembro   | "All of Me"            | John Legend                                                         | 2                                  | [ 50 ]        |
| 20 de Dezembro   | "All of Me"            | John Legend                                                         | 2                                  | [ 51 ]        |
| 27 de Dezembro   | "All of Me"            | John Legend                                                         | 2                                  | [ 52 ]        |

Notas
- Nota 1: Também alcançou a primeira posição na UK Singles Chart.
- Nota 2: Foi simultaneamente número um na UK Singles Chart.